# Дуглас, Майкл (политик)
Майкл Дуглас (англ. Michael A. S. Douglas; 1940, Портсмут, Доминика — 30 апреля 1992) — лейбористский политик из Доминики.

## Биография
Майкл Дуглас, сын богатого предпринимателя и фермера, выращивающего кокосовые орехи, получил диплом инженера-механика и вступил в Доминикскую лейбористскую партию. Впервые избран в Палату собраний Доминики в марте 1975 года. Там он до своей смерти представлял округ Портсмут, переизбираясь 21 июля 1980 г., 1 июля 1985 г. и 28 мая 1990 г..
Вскоре после своего первого избрания депутатом Дуглас был назначен 1 марта 1975 года министром сельского хозяйства, земель, рыболовства и кооперативов в лейбористском кабинете премьер-министра Патрика Джона. После перестановок в правительстве он занял пост министра связи, работ и гидравлики в 1976 году.
Он был уволен Патриком Джоном, обвинившим его в «коммунизме» после предложения министра обратиться за помощью к Кубе, и создал Доминикский демократический альянс, вошедший в 1979 году в состав леворадикального Альянса движения освобождения Доминики. Однако вскоре М. Дуглас покинул Альянс, присоединившись к Доминикской демократической лейбористской партии нового премьер-министра Оливера Серафина. Майкл Дуглас стал министром финансов и фактически вторым человеком в его кабинете министров.
На выборах 1980 года ДЛП потеряла власть, а ДДЛП тоже показала весьма скромный результат. Майкл и его брат Рузвельт «Рози» Бернард Дуглас сформировали в 1981 году из левого откола от лейбористов Объединённую лейбористскую партию Доминики. Вместе с Оливером Серафином и бывшим министром Генри Дайера с 1984 года Майкл Дуглас вёл работу по восстановлению единой Лейбористской партии Доминики, в которую в 1985 году вошли также его текущая Объединённая лейбористская партия Доминики и его бывший Альянсом движения освобождения Доминики.
Возглавив партию, после выборов 1985 года располагавшую четырьмя местами в парламенте, Майкл Дуглас стал лидером оппозиции. В мае 1990 года его сменил Эдисон Джеймс, чья Объединенная рабочая партия получила шесть мест. После смерти Майкла Дугласа в апреле 1992 года от рака его на посту председателя партии сменил младший брат Рузвельт «Рози» Дуглас занял пост председателя DLP.
Его сын Иэн Дуглас с 2005 года также был депутатом и министром. Бульвар Майкла Дугласа вдоль реки Пикар в Сент-Джоне назван в честь умершего политика.